# Younes Lalami
Younes Lalami Laaroussi (arabisch يونس العلمي العروسي, DMG Yūnus al-ʿAlamī al-ʿArūsī; * 18. April 2001 in Montreal, Kanada) ist ein kanadisch-marokkanischer Tennisspieler.

## Persönliches
Lalami Laaroussi wurde in Montreal, Quebec, geboren, spielt Tennis aber für das Geburtsland seines Vaters, Marokko. Seine Schwester Nadia Lalami (* 1990) erreichte die Top 300 der Weltrangliste und sein Bruder Othmane (* 1992) spielte für die Auburn University College-Tennis.

## Karriere
Bis Mitte 2019 spielte er auf der ITF Junior Tour. In der Jugend-Rangliste erreichte er mit Rang 134 seine höchste Notierung. Sein bestes Ergebnis war der Sieg beim J1 Casablanca, der zweithöchsten Turnierkategorie, im Doppel. Im selben Jahr begann er ein Studium an der Old Dominion University im Fach International Business. In seiner ersten Saison im College Tennis war seine Bilanz 14:5.
Bei den Profis spielte Lalami Laaroussi erstmals während seines Studiums, 2019 sammelte er erste Punkte für die Weltrangliste. 2022 war sein bis dato erfolgreichstes Jahr. Im Doppel gewann er zwei Turniere auf der ITF Future Tour. Im Einzel scheiterte er einmal im Halbfinale und einmal im Endspiel, wodurch er in beiden Wertungen das Jahr in den Top 1000 abschloss. In diesem Jahr spielte er auch sein erstes Match für die marokkanische Davis-Cup-Mannschaft, wo er bis 2023 alle seiner drei Matches gewann. Dank einer Wildcard gab er im April 2023 in Marrakesch sein Debüt auf der ATP Tour. Sowohl im Einzel gegen Alexei Popyrin als auch im Doppel, wo er mit Hamza El Amine antrat, verlor er ohne eigenen Satzgewinn.